# No More (gruppo musicale)
I No More sono un gruppo musicale post-punk tedesco formatosi nell'estate del 1979 a Kiel, nel nord della Germania.

## Storia
Come per tantissime band, anch'essi iniziano a riunirsi per suonare tra compagni di scuola: Andy A. Schwarz (voce, chitarra e basso), Tina Sanudakura (sintetizzatore e tastiere) e Christian Darc (batteria e voce); poco tempo dopo reclutano Thomas Welz (basso e voce) attraverso un annuncio su un giornalino locale.
Siamo nel 1980 e i No More sono già piuttosto conosciuti nella scena locale, anche grazie ad un fanzine da loro stessi ideata attraverso cui contribuirono a diffondere il nuovo genere tra i più giovani. Il loro primo disco pubblicato fu l'EP Too Late, registrato in una lavanderia e contenente quattro tracce. Alla fine dell'anno, Welz lascia la band mentre gli altri tre componenti suoneranno insieme fino alla fine del 1983.
Nel 1981 arriva il primo grande successo dei No More: la canzone e il progetto Suicide Commando, che negli anni si è diffusa a livello mondiale, inserita in varie compilation (negli anni 90, anche in versione remixata da vari DJ internazionali) e ben giudicata dalla critica.
Dopo la realizzazione di A Rose Is a Rose, mini LP del 1982, la band entra in una nuova fase musicale più darkwave o comunque più "esotica" rispetto ai suoni aspri e cupi degli esordi e tale sound caratterizzerà la loro produzione musicale per molti anni.
Nell'autunno del 1983 arriva Yvonne Pfeifer a rimpiazzare Welz al basso; insieme realizzano il primo LP ma che non soddisfa stilisticamente i No More che decidono di non pubblicarlo. Dopo pochi mesi, anche la Pfeifer lascia la band e arriva, nel 1984, il nuovo bassista Thorsten Hartung. I No More iniziano i primi e importanti tour europei, attraversando i vari ambienti della scena underground del continente. Dopo incomprensioni di carattere musicale e personale tra i componenti della band, poco dopo la realizzazione dell'album Hysteria, nel 1986 decidono di sciogliersi; Andy A. Schwarz e Tina Sanadakura costituiscono nel frattempo un nuovo progetto musicale, i Nijinsky Style.
Solo nel 2006, i No More (ridotti al duo Sanadakura-Schwarz) pubblicano un nuovo album dal titolo Remake/Remodel. Dal 2008, dopo oltre vent'anni, sono di nuovo in tour mondiale e, nel gennaio del 2010, esce il nuovo singolo Sunday Mitternacht/A Rose Is a Rose, seguito, dopo due mesi, dall'album Midnight People & Lo-Life Stars che ha confermato il successo della band (ormai duo).
Dal 2010 avviene una collaborazione con gli Psyche: le due band si incontrano per la prima volta durante un concerto a Kiel il 26 dicembre 2009 e decidono di partire insieme per un tour mondiale e una lunga serie di concerti congiunti. Nel 2012 esce il nuovo album di inediti Sisyphus, seguito nel 2015 da Silence & Revolt, orientato maggiormente sul pop.

## Discografia

### Album in studio
- 1982 - A Rose Is a Rose (10" Mini-LP, Too Late Records)
- 1984: Laughter in the Wings (12" Mini-LP, Wishbone Records)
- 1986: Different Longings (12" EP, Roof Records)
- 1987: Hysteria (LP, Roof Records)
- 1990: 7 Years - A Compilation 1979-1986 (LP/CD, Roof Records)
- 2005: Dreams (LP, Vinyl On Demand)
- 2006: Remake / Remodel (2 CD, Roof Music)
- 2010: Midnight People & Lo-Life Stars (CD, Rent A Dog Records)
- 2010: 7 Years - A Compilation 1979-1986 Re-Issue + ltd. Boxset (CD, Rustblade Records, Italien)
- 2010: Live At The Blue Shell (EP, nur digital, Rent A Dog Records)
- 2012: Sisyphus (CD, Rent A Dog Records)
- 2012: Dreams Deluxe - Early Recordings 1980-82 (2 CD, Vinyl On Demand)
- 2013: The Return of the German Angst (Mixtape, nur digital, Rent A Dog Records)
- 2015: Silence & Revolt (CD, Rent A Dog Records)
- 2020: The End Of The World (EP, 12" Vinyl, limitiert, Rent A Dog Records)
- 2020: The End Of The World (CD, art edition, limitiert)
- 2021: W.K.V.B.Z. - Sketches Of An Imaginary Soundtrack (CD, Kassette, digital)

### Raccolte
- 1990 - 7 Years - A Compilation 1979-1986
- 2005 - Dreams
- 2015 - A Rose Is a Rose

### EP
- 1986 - Different Longings
- 2010 - Live at The Blue Shell
- 2012 - The Return of the German Angst

### Singoli
- 1980: Too Late (7" Single, Too Late Records)
- 1981: Suicide Commando (7" Single, Too Late Records)
- 1984: Suicide Commando (12" Single, Roof Records / Wishbone Records)
- 1985: Do You Dream of Angels in This Big City? (12" Single, Roof Records)
- 2010: Sunday Mitternacht / A Rose Is a Rose (7" Single, Rent A Dog Records)
- 2012: All Is Well - Senza Macchia / The Grey (nur digital, Rent A Dog Records)
- 2012: Hypnotized / Take Me to Yours (nur digital, Rent A Dog Records)
- 2015: Suicide Commando (12" Single Re-Issue, Mannequin Records, Italien)
- 2015: Stardust Youth (nur digital, Rent A Dog Records)
- 2018:	Out Of The Window / The Great Masturbator (7" Single, Echoplay, Deutschland)
- 2018: NO MORE & Psyche  Ghosts Of The Past  (3xFile, AIFF, Single, Psyche Enterprises, Deutschland)
- 2019: NO MORE's 123456789 remixed by baze.djunkiii & Herr Brandt (7", S/Sided, Ltd, col, [El Caballo Semental], Deutschland)
- 2020: Descending / a.e.s. (Single, nur digital)
- 2021: Into A Dream - vocal version (Single, digital)